# Erik Daniel
Erik Daniel (sinh 4 tháng 2 năm 1992) is a tiền vệ bóng đá Cộng hòa Séc hiện tại thi đấu cho Fortuna Liga câu lạc bộ MFK Ružomberok.

## Spartak Myjava
Vào tháng 2 năm 2013, anh đến Myjava, theo dạng cho mượn nửa năm từ FC Slovan Liberec.